# Everlange
Everlange (Luxemburgs: Iewerleng, Duits: Everlingen) is een plaats in de gemeente Useldange en het kanton Redange in Luxemburg.
Everlange telt 350 inwoners (2001).
Everlange · Rippweiler · Schandel · Useldange

Luxemburgse gemeenten · Kanton Redange · Luxemburg